# 烹饪

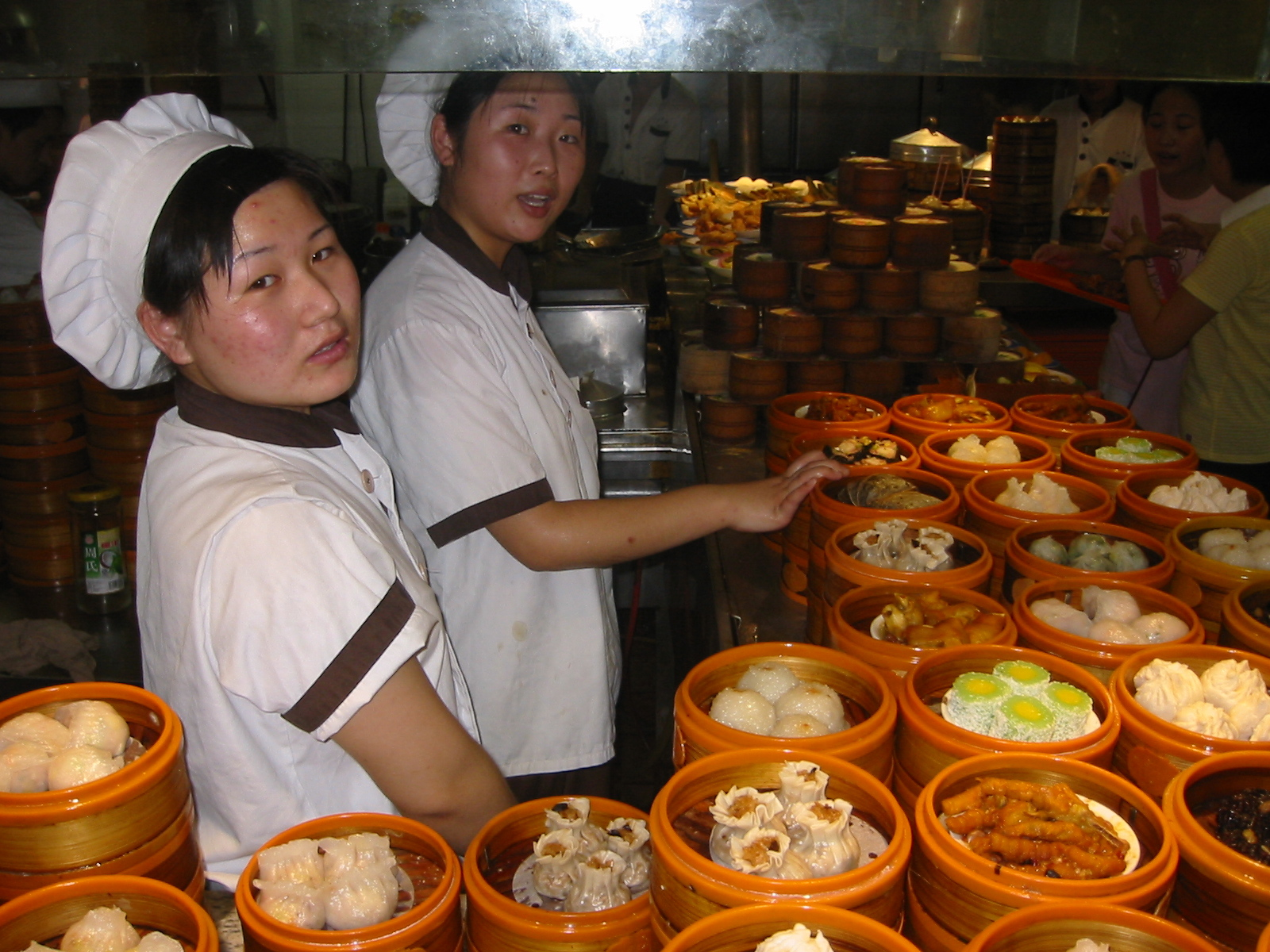
茶樓的蒸籠式快速烹飪

烹饪，又称烹調、烹煮、料理、炊煮、造飯、做菜，指將食材處理並製作成食物、菜餚、餐點、膳食的方法。一個好的菜餚，色香味形俱佳，不但讓人在食用時感到滿足，而且能讓食物的營養更容易被人體吸收。
中文的「烹飪」可泛指所有炊事。日語中的與烹飪同義，亦可指菜餚、菜色，如日本料理、中華料理。中文的「料理」一詞原為處理、整理、整治之意，如今也吸收了日語的用法。
不同的文化會用不同的方法料理食物；不過烹飪的行為，存在於所有已知的人類社會當中，也就是說，烹飪是普世文化通則之一。

## 作用
烹饪主要對食物作處理，例如切、刨、剁等方式讓食物變碎而易於食用、醃漬或加入調味料使食物更可口、或加熱食物等。加热食品，通常能讓食物變软、殺菌，可改變食材形態，使食物的营养成分更容易被人体吸收。

## 食材

### 食材的種類
煮菜材料有很多種，而均衡的飲食習慣令人生活健康。一般烹饪的原材料包括穀類、肉類、蔬果、食用油，亦即烹調用油，以及適量的調味料。

### 食材的处理
由于食材本身的特性或形态不同，烹饪前可能要对食材进行处理，如挑选、清洗、排酸、泡发、腌制、回温等。处理目的在于提升风味，降低烹饪难度等等。

## 烹飪方式

### 烹制
烹饪食物的方法多种多样，依据不同的传热介质，可以大致分为油传热、水传热、汽传热以及其他方式。

#### 油传热
以油为介质的烹饪方法，主要有炒、煎、贴、烹、炸以及溜等等。炒作为最基础的烹饪手法之一，通过热油快速翻炒食材，可衍生出多种变化：先炒后加汤至熟的熬，出锅前勾芡的烩，先炒后加汤和调味品，微火至熟的焖（亦作炆），以及先炒后加汤和调料，微火至接近熟，再以旺火收汤的烧和扒，其中扒与烧的不同之处在于出锅前需要勾芡。煎则用少量的油将食物煎熟，而贴只需将食物单面煎制。烹的做法是先将食物用急火热油炸过，再加調味汁翻炒。炸是将食物浸入高温的食用油中，加热温度视食材而定。溜则需先将主料炸制（有时也为炒制），再另起一锅，放入主料，加入勾芡的調味汁（称为卤汁）而成。

#### 水传热
以水为介质的烹饪方法包括汆、涮、煮、炖、煨、焐以及泡。汆是将食物放入沸水中或冷水煮沸后烫熟。涮只需将食材放入沸水中片刻即可。煮是将食材放入汤中加热至熟，而炖也需要将食材放入汤中，但需旺火收汤。煨主要针对不易酥烂的食材，例如动物的爪子，需要宽汤旺火。焐与煨类似，都是以温火长时间加热。泡则是指用水或其他液体浸泡食物。

#### 汽传热
以蒸汽为介质的烹饪方法主要为蒸，即将食材放入器皿中，利用水蒸汽加热至熟。

#### 其它
除了以上三种，还有一些其他的烹饪方法，例如滷、醬、糟、熏、烤、焯、焙、炝、腌、拌、拔丝和鹽焗等等。 滷需要将主食材放入滷汁中，长时间以微火慢煮，直至入味。醬也称为滑，是将煎炸或烫熟的食物加入调好味并勾芡的稠汁中拌匀，使菜肴更加滑嫩可口，其做法与烩相似，但用到的汤汁比烩少，例如醋溜丸子。熏是将食物置于燃烧的木头或其他材料上方，使烟熏附着于食物表面。烤则是直接用火或其他热源加热食物。焯是将食材放入开水中略微煮一下便捞出。焙是用微火烘烤。炝是将食物拌入浓重的调味料食用。腌则是用糖、盐、醋或其他调味料保存食物。拌是将酱料与其他食材混合均匀。拔丝是将预先炸好的食材放入糖浆中快速搅拌，使糖浆包裹在食材上，形成糖丝。鹽焗是将调好味的食材用锡纸包裹，埋入炒热的盐堆中，以小火慢烧至熟透。

### 调味
调味料在烹饪中扮演着画龙点睛的角色，例如糖。

### 廚具
廚具是烹饪过程中不可或缺的工具。常用的厨具有锅，例如炒鍋、平底锅和砂锅，以及蒸籠、烤箱、气炸锅等等。此外，刀具也是必不可少的，包括菜刀、剁骨刀、水果刀、削皮刨刀、柳刃刀、波浪刀以及配套使用的砧板和磨刀石。其他常用的厨具还有鍋鏟和勺子。

### 食具
食具是用来盛放和食用食物的器具，例如筷子、餐刀、餐叉、竹签和湯匙等。

## 各地菜式
- 法国烹饪
- 西方快餐
- 日本料理
- 飞机食品
- 澳式烧烤

### 中国菜系
中国传统四大菜系
川菜、鲁菜、粤菜、淮扬菜。
八大菜系
鲁菜、川菜、粤菜、闽菜、苏菜、浙菜、湘菜、徽菜。